# Charles-Valentin Alkan
Charles-Valentin Alkan, pe numele său adevărat Charles-Valentin Morhange, (n. 30 noiembrie 1813, Paris, Primul Imperiu Francez – d. 29 martie 1888, Paris, Franța) a fost compozitor și pianist francez și copil prodigios.

## Biografie

### O familie muzicală
Tatăl său conducea o școală elementară, renumită pentru studiul muzicii, situată pe rue des Blancs-Manteaux, din Paris.
De la vârsta de 6 ani intră la Conservatorul din Paris, unde studiază pianul cu Zimmermann. Primele sale concerte publice le dă la vârsta de 12 ani.
În anul 1824 i se acordă premiul întâi pentru pian, în 1827 premiul întâi pentru armonie iar în 1834, tot premiul întâi pentru orgă. Între 1829 și 1836 devine repetitor pentru solfegii la Conservator.
Întreaga sa familie este implicată în muzică. Sora sa, Céleste, intră la Conservator de la 7 ani și la 11 ani ia premiul întâi pentru solfegiu. Fratele său Napoléon (Mohrange, zis Alkan) ia la Roma premiul al doilea, în urma lui Joseph Charlot, iar din 1850 devine profesor la Conservator, ca și alt frate al său.

### Viața muzicală ca adult
La vârsta de 24 de ani este considerat cel mai bun pianist din Franța. Joseph Zimmermann l-a introdus în lumea bună pariziană. Se împrietenește cu Victor Hugo, Frédéric Chopin și Eugène Delacroix. Chiar și Franz Liszt îl admiră. Prima sa nocturnă face să fie supranumit Berlioz al pianului. Tot el le prezintă parizienilor muzica lui Bach. Întreg Parisul se înghesuie atât la rarele sale concerte de pian, cât și la lecțiile de pian private (preia din elevii lui Chopin) la tarife piperate.
Pe la mijlocul anilor 1830, se mută adresa Square d'Orléans nr. 10, o locație foarte la modă, în apropiere de locuințele lui Zimmermann, Chopin, Marmontel și Joseph d'Ortigue. Adesea se evocă prietenia între Alkan și Chopin. Pe 3 martie 1838, Chopin participă, alături de Charles-Valentin Alkan, la reprezentația cu transcripția pentru două piane la opt mâini a Simfoniei a 7-a de Ludwig van Beethoven. Este posibil ca acest lucru să fi fost făcut prin intermedierea lui Zimmermann, care este un vechi prieten al lui Chopin. În 1845, Chopin declină oferta de a reprezenta din nou acest concert. Atunci când Chopin a devenit prea bolnav pentru a mai ieși în public, Alkan s-a numărat printre fidelii care i-au stat la căpătâi. Delacroix, care a fost un bun prieten al lui Chopin, a notat în mai multe rânduri în jurnalul său prezența lui Alkan alături de acesta. Chopin avea o mare considerație pentru darul pedagogic al lui Alkan. Antoine François Marmontel relata că, după moartea lui Chopin, mulți din elevii săi au continuat să ia lecții de la Alkan.
În 1832 este distins la Roma cu premiul al doilea, în urma lui Ambroise Thomas.
În 1838, după ce a publicat Trois Grandes Études Op. 76 (Trei mari studii Op. 76), se retrage din viața publică (cu scopul de a traduce Biblia?, pe care intenționa să o pună în întregime pe muzică).
Totuși, în 1844 reia concertele. Speră să îi succeadă lui Joseph Zimmermann la Conservatorul din Paris, dar, spre deziluzia sa, postul îi este acordat lui Antoine François Marmontel. După 1848 părăsește din nou viața publică, pentru a reveni în 1855 prin publicarea culegerii Douze Études dans les tons mineurs Op. 39 (Douăsprezece studii în tonuri minore Op. 39).
În 1873, începe reprezentații cu mici concerte (petits concerts), consacrate unor compozitori uitați sau neglijați, ca Rameau, Bach, Haydn precum și Mozart, Beethoven.

### Deces
Va muri zdrobit de biblioteca sa care s-a răsturnat peste el (legenda spune că în acel moment încerca să ia de pe raft Talmudul). Oficial cauza morții a fost un accident casnic, fără alte precizări.
Prin testament, a lăsat cărțile sale și muzica pe care a compus-o, fratelui său Napoléon, cu condiția ca acesta să le permită să o copieze celor care ar fi fost interesați de lucrările pentru pian sau orgă. Se spune că ar fi distrus cea mai amare parte a corespondenței sale, dar și lucrări muzicale și literare.
Prin testament a lăsat și o rentă de 400 de franci pentru Asociația Muzicienilor, din 11 rue Bergère, Paris, sub forma unei proprietăți, al cărei uzufruct trebuia să îi revină lui Elie Miriam Delaborde (fiul său natural). Dar, printr-un codicile revocă acest legat și cere ca uzufructul să fie acordat Societății de patronaj a muncitorilor și ucenicilor izraeliți (4 bis rue des Rosiers), instituție recunoscută din 1878 ca fiind de utilitate publică.
Mai lasă o rentă anuală de 800 de franci Secțiunii de muzică de la Institut, pentru înființarea unui concurs anual de pian, ce trebuia să înceapă la 4 ani de la moartea sa.
Mai lasă o altă rentă anuală, de 1800 de franci, primului șef al Secțiunii de muzică de la Institut, pentru finanțarea unui concurs internațional de cantate pentru cor și orchestră, pe o temă din Vechiul Testament. Concursul trebuia să fie deschis atât francezilor cât și străinilor, dar nu și femeilor.
Fiul său, Eraïm Miriam, zis Elie Delaborde (1839-1913), a fost concertist și profesor de pian.
Sora sa, Céleste, s-a căsătorit cu un membru al familiei Mayer-Marix, care se ocupa ci distribuția și fabricarea de instrumente mecanice marca Mayermarix (146 rue Montmartre și 46 / 48passage des Panoramas) la Paris.
Sursa: *Alkan Charles Valentin (Morhange Charles Henri Valentin) 1813-1888

## Lista operelor
- 1826, Variations sur un thème de Steibelt, Op. 1
- 1829, Les omnibus, variations, Op. 2
- 1830, Les mois, Op. 74
- 1830, Il était un p'tit homme, rondoletto, Op. 3
- 1832, Concerto de chambre no 1, Op. 10 No. 1
- 1832, Concerto de chambre no 2, Op. 10 No. 2
- 1833, Rondo brillant pour piano et quatuor de cordes, Op. 4
- 1833, Rondeau chromatique, Op. 12
- 1834, Variations sur La tremenda ultrice spada (Bellini), Op. 16 No. 4
- 1834, Variations sur Ah segnata è mia morte (Donizetti), Op. 16 No. 5
- 1834, Variations quasi fantaisie sur une barcarolle napolitaine, Op. 16 No. 6
- 1837, Trois études de bravoure (scherzi), Op. 16 No. 1–3
- 1837, Souvenirs : Trois morceaux dans le genre pathétique, Op. 15
- 1837, Trois Andantes romantiques, Op. 13
- 1837, Trois improvisations (dans le style brillant), Op. 12
- 1838, Six morceaux caractéristiques, Op. 8
- 1838-1840, Trois grandes études, Op. 76
- 1844, Nocturne, Op. 22
- 1844, Salterelle, Op. 23
- 1844, Gigue et air de ballet dans le style ancien, Op. 24
- 1844, Alleluia, Op. 25
- 1844-1846, Marche funèbre, Op. 26
- 1844, Marche triomphale, Op. 26
- 1844, Le chemin de fer, étude, Op. 27
- 1844, Le Preux, étude de concert, Op. 17
- 1846, 25 Préludes, piano ou orgue, Op. 31
- 1846, Bourrée d'Auvergne, étude, Op. 29
- 1847, Douze Études dans tous les tons majeurs, Op. 35
- 1847, Grande sonate, Op. 33
- 1847, Scherzo focoso, Op. 34
- 1849, Premier et deuxième recueils d'impromptus, Op. 32
- 1856, Salut, cendre du pauvre !, Op. 45
- 1857, Trois Marches quasi da cavalleria, Op. 37
- 1857, Trois petites fantaisies, Op. 41
- 1857, Réconciliation, petit caprice, Op. 42
- 1857, Douze Études dans tous les tons mineurs, Op. 39
- 1857, Trois Marches pour pinao en duo, Op. 40
- 1857, Premier et deuxième recueils de chants, Op. 38
- 1859, Capriccio alla soldatesca, Op. 50 No. 1
- 1859, Le tambour bat aux champs, esquisse, Op. 50 No. 2
- 1859, Trois menuets, Op. 51
- 1859, Super flumina Babylonis, paraphrase du psaume 137, Op. 52
- 1859, Quasi-caccia, caprice, Op. 53
- 1859, Bénédictus - pour pédalier ou piano trois mains, Op. 54
- 1859, Une fusée, introduction et impromptu, Op. 55
- 1859, Deuxième nocturne, Op. 57 No. 1
- 1859, Troisième nocturne, Op. 57 No. 2
- 1860, Le grillon, quatrième nocturne, Op. 60bis
- 1860, Ma chère liberté et ma chère servitude : Deux petites pièces, Op. 60
- 1861, Esquisses (motifs), Op. 63
- 1861, Sonatine, Op. 61
- 1867, 11 pièces dans le style religieux et une transcription du Messie d'Händel, orgue, harmonium, piano, Op. 66
- 1869, Finale (saltarelle du concerto pour violoncelle arrangée pour piano)
- 1869, Impromptu sur le choral de Luther « Un fort rempart est notre Dieu » , Op. 69
- 1869, 13 prières pour orgue, pédalier, piano trois mains, Op. 64
- 1869, Troisième recueil de chants, Op. 65
- 1872, Toccatina, Op. 75
- 1872, Quatrième recueil de chants, Op. 67
- 1879, Cinquième recueil de chants, Op. 70
- 1883, Rondo d'après Rossini (Le Barbier de Séville), Op. 5